# Piazza Abbiategrasso
Piazza Abbiategrasso è una stazione della linea M2 della metropolitana di Milano.

## Storia
La stazione venne attivata il 17 marzo 2005 come capolinea del prolungamento proveniente da Famagosta. Costituì l'unico capolinea meridionale fino al 2011, quando venne attivata la diramazione per Assago Milanofiori Forum.
Secondo i progetti stilati negli anni '90 la stazione avrebbe dovuto essere costruita al di sotto di via Montegani, orientata da nord a sud, e con il nome di Chiesa Rossa; ad essa sarebbero seguite altre due stazioni: Missaglia e Gratosoglio, quest'ultima posta presso l'omonimo capolinea tranviario. La posizione dell'impianto di Famagosta, parallelo a via Montegani, e la garanzia del servizio da parte della rete tranviaria portarono al ridimensionamento del progetto, con la costruzione di Piazza Abbiategrasso secondo il modello attuale.

## Strutture e impianti
Si tratta di una stazione sotterranea, posta all'interno dell'area urbana della metropolitana milanese. Le due banchine della stazione, di 106 metri come per tutte le stazioni delle linee M1, M2 ed M3, sono poste sul lato destro di ciascun binario secondo il senso di marcia. A est della stazione i binari aumentano da due a tre e proseguono per quasi 200 metri: in questo modo i treni in arrivo al capolinea possono procedere oltre le banchine, spostarsi lungo il binario corrispondente e ripartire.

## Interscambi
Nelle vicinanze della stazione effettuano fermata alcune linee urbane, tranviarie ed automobilistiche, gestite da ATM.
Dalla stazione parte la navetta gratuita, attiva dal lunedì al venerdì, che la collega all'Istituto Europeo di Oncologia in 15/20 minuti, con fermate intermedie al Quark Hotel ed in passato al capolinea del tram 24 (attualmente non attiva).
- Fermata tram (P.za Abbiategrasso M2, linee 3 e 15)
- Fermata autobus

## Servizi
La stazione dispone di:
- Accessibilità per portatori di handicap
- Ascensori
- Scale mobili
- Emettitrice automatica biglietti
- Servizi igienici
- Stazione video sorvegliata